# Ruiter van Artemision

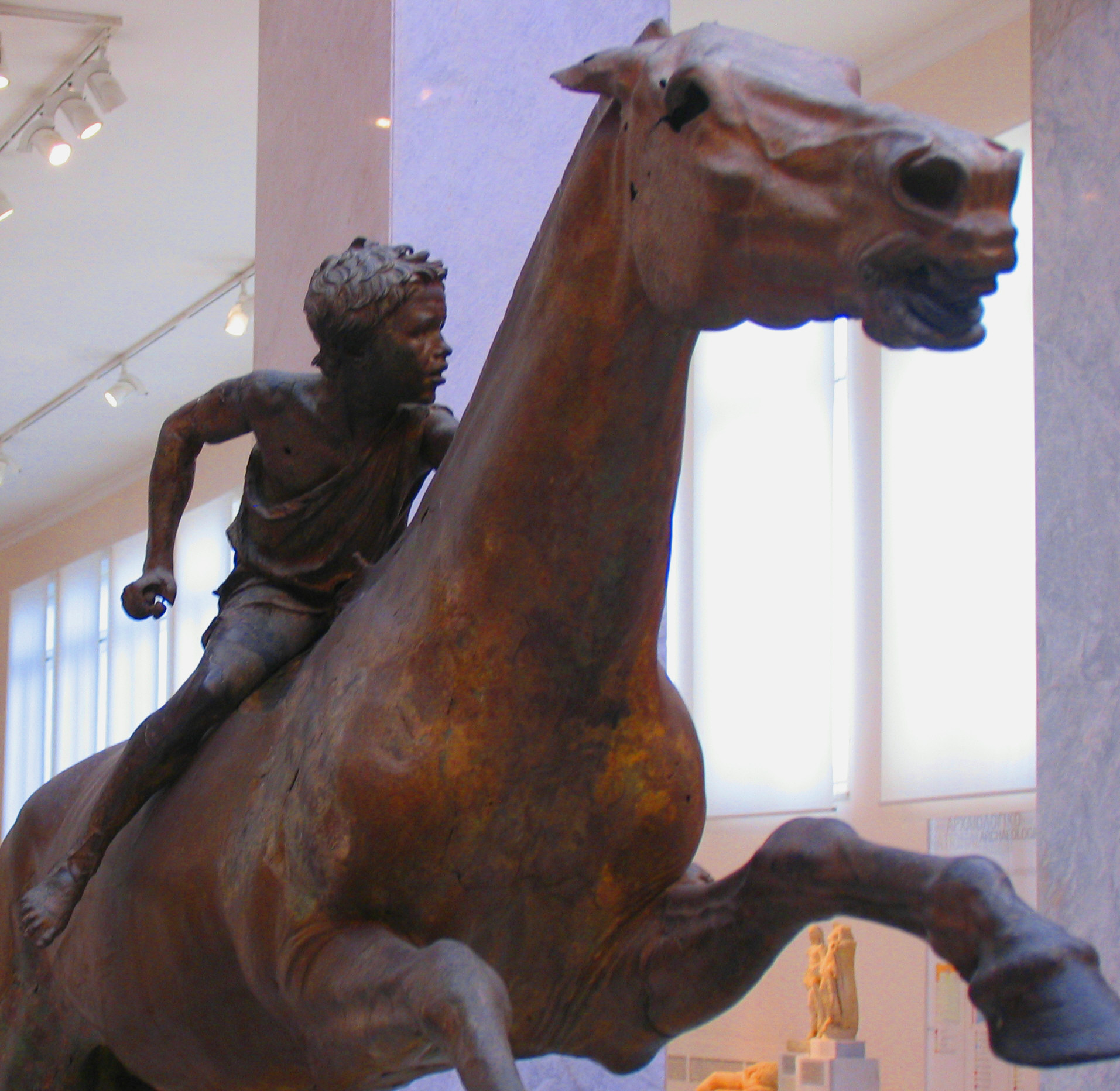
Ruiter van Artemision

De Ruiter van Artemision is een kolossaal bronzen beeld uit de Griekse hellenistische periode. Het beeldt een jonge jongen op een paard af en werd waarschijnlijk gemaakt tussen 150 en 146 v.Chr. Het is zeldzaam dat dit beeld de tand der tijd overleefd heeft. Veel bronzen beelden werden enige tijd na hun schepping voor hun grondstoffen omgesmolten. Dit beeld werd echter van de ondergang gered, doordat het verloren ging tijdens een scheepsramp in de oudheid, alvorens te worden ontdekt in de twintigste eeuw. Ook is het beeld zeldzaam omdat het een van de weinige Oud-Griekse beelden is die een renpaard afbeeldt. De kunstenaar is onbekend.

## Ontdekking en tentoonstelling
Het standbeeld werd gevonden in een scheepswrak in de Kaap van Artemision, in het noorden van Euboea. Het wrak werd ontdekt in 1926. In ditzelfde wrak werd ook een ander bronzen beeld gevonden, de Poseidon van Artemision. De eerste delen van het ruiterstandbeeld werden teruggevonden in 1928, waarna er in 1936 en 1937 meer delen gevonden werden. Het standbeeld werd later weer in elkaar gezet, na de restauratie van de staart en het lichaam van het paard. Sinds 1972 wordt het tentoongesteld in het Nationaal Archeologisch Museum van Athene.

## Herkomst
De oorspronkelijke kunstenaar en de omstandigheden waaronder het werk werd gecreëerd zijn onbekend. Seán Hemingway suggereerde echter dat het kan zijn geplunderd uit Korinthe in 146 voor Christus, door de Romeinse generaal Lucius Mummius Achaicus, tijdens de Slag van Korinthe. Het zou toen geschonken zijn aan koning Attalus II van Pergamon en verloren zijn gegaan tijdens het transport naar Attalus' koninkrijk, Pergamon.

## Ontwerp en constructie

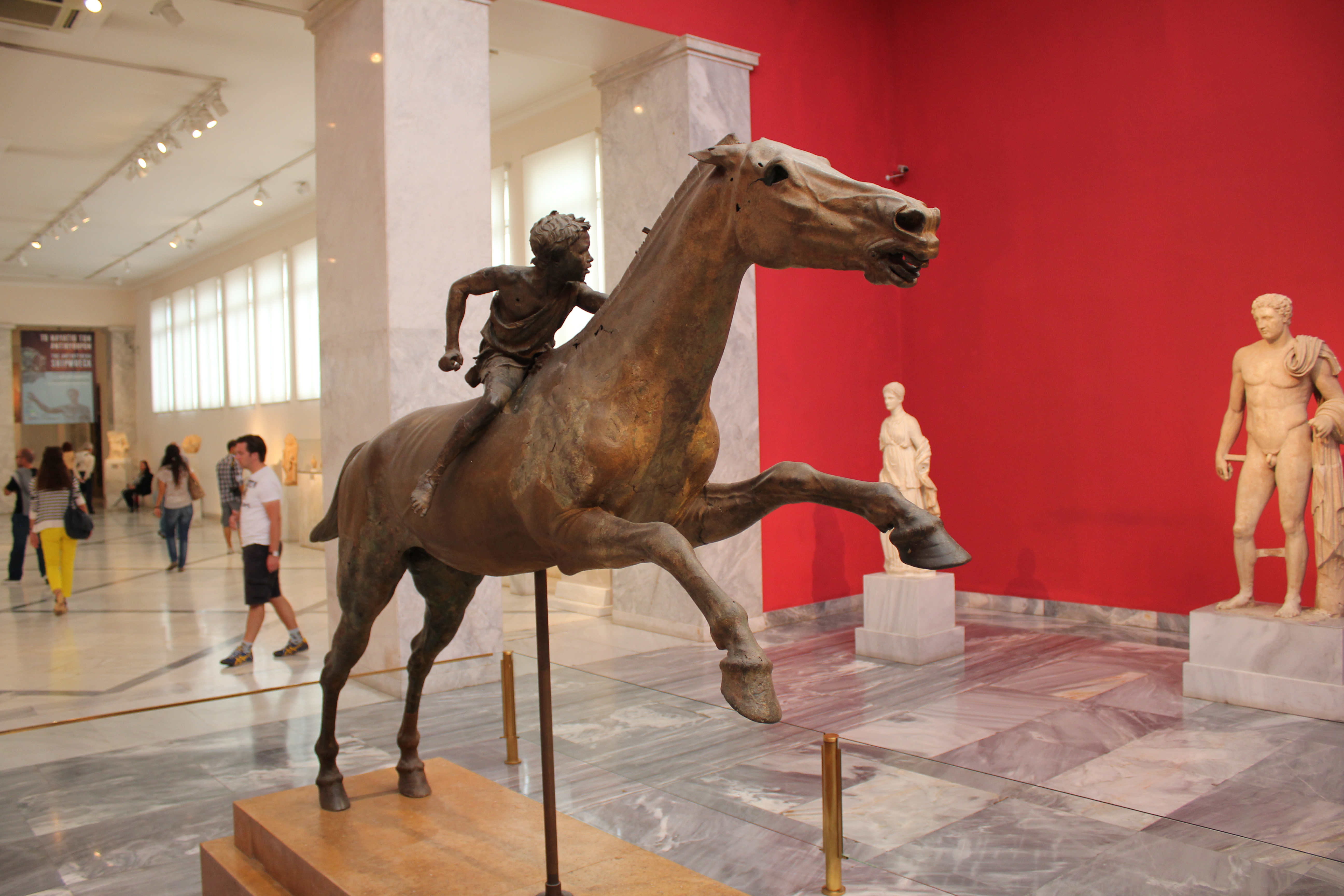
Ruiter van Artemision

Het ruiterstandbeeld is ongeveer levensgroot, met een lengte van 2,9 meter en een hoogte van 2,1 meter. Het werd in stukken gegoten. Sommige onderdelen ontbreken, zoals de zweep en teugels van de berijder, en het hoofdstel van het paard. Het paard en zijn berijder zijn realistisch weergegeven. Het paard is vastgelegd alsof het wegveert in galop, met zijn achterste benen op de grond en zijn voorpoten omhoog. Het brons van de achterpoten is dikker, wat aangeeft dat dat de belangrijkste delen van het standbeeld waren. Op de rechterdij van het paard is het beeld van de godin Nikè gegraveerd, met een krans in opgeheven handen, een merk voor renpaarden in het Oude Griekenland. De kleine jongen op het paard is slechts 84 centimeter lang en misschien 10 jaar oud. Op basis van zijn fysionomie is het mogelijk dat hij uit Afrika afkomstig is. Ook het feit dat de jongen zwart gepatineerd is duidt hierop. Zijn kapsel is echter Grieks, wat een gemengde afkomst suggereert. Hij rijdt zonder zadel, draagt sandalen en een korte chiton en kijkt over zijn linkerschouder.

## Verder lezen
- Seán Hemingway: The Horse and Jockey from Artemision: A Bronze Equestrian Monument of the Hellenistic Period (Berkeley, University of California Press) ISBN 0-520-23308-5